# Suecia en los Juegos Olímpicos de Londres 1908
Suecia estuvo representada en los Juegos Olímpicos de Londres 1908 por un total de 168 deportistas que compitieron en 44 deportes.  
El portador de la bandera en la ceremonia de apertura fue el gimnasta Erik Granfelt.

## Medallistas
El equipo olímpico sueco obtuvo las siguientes medallas:
| Nombre | Deporte            | Competición                                |
| --- | ------------------ | ------------------------------------------ |
| Oro |                    |                                            |
| Eric Lemming                                                                                              | Atletismo          | Jabalina M                                 |
| Eric Lemming                                                                                              | Atletismo          | Jabalina (estilo libre) M                  |
| Equipo | Gimnasia artística | Concurso completo por eqs. M               |
| Frithiof Mårtensson                                                                                       | Lucha grecorromana | Medio M                                    |
| Ulrich Salchow                                                                                            | Patinaje artístico | Individual M                               |
| Hjalmar Johansson                                                                                         | Saltos             | Plataforma 10 m M                          |
| Oscar Swahn                                                                                               | Tiro               | Ciervo móvil 100 m (tiro único) M          |
| Arvid Knöppel Ernst Rosell Alfred Swahn Oscar Swahn                                                       | Tiro               | Ciervo móvil por eqs. 100 m (tiro único) M |
| Plata |                    |                                            |
| Mauritz Andersson                                                                                         | Lucha grecorromana | Medio M                                    |
| Richard Johansson                                                                                         | Patinaje artístico | Individual M                               |
| Karl Malmström                                                                                            | Saltos             | Plataforma 10 m M                          |
| Per-Olof Arvidsson Janne Gustafsson Axel Jansson Gustaf Adolf Jonsson Claës Rundberg Gustav-Adolf Sjöberg | Tiro               | Rifle libre por eqs. M                     |
| Eric Carlberg Vilhelm Carlberg Johan Hübner von Holst Frans-Albert Schartau                               | Tiro               | Rifle de pequeño calibre por eqs. M        |
| Carl Hellström Edmund Thormählen Erik Wallerius Eric Sandberg Harald Wallin                               | Vela               | 8 Metre M                                  |
| Bronce |                    |                                            |
| John Svanberg                                                                                             | Atletismo          | 5 mi M                                     |
| Bruno Söderström                                                                                          | Atletismo          | Salto con pértiga M                        |
| Otto Nilsson                                                                                              | Atletismo          | Jabalina (estilo libre) M                  |
| Harald Julin                                                                                              | Natación           | 100 m libre M                              |
| Pontus Hanson                                                                                             | Natación           | 200 m braza M                              |
| Per Thorén                                                                                                | Patinaje artístico | Individual M                               |
| Arvid Spångberg                                                                                           | Saltos             | Plataforma 10 m M                          |
| Wollmar Boström Gunnar Setterwall                                                                         | Tenis              | Dobles M (en sala)                         |
| Märtha Adlerstråhle                                                                                       | Tenis              | Individual F (en sala)                     |
| Oscar Swahn                                                                                               | Tiro               | Ciervo móvil 100 m (tiro doble) M          |
| Equipo | Waterpolo          | Torneo M                                   |